# Ana Carrasco
Ana Carrasco Gabarrón (* 10. März 1997 in Cehegín, Murcia) ist eine spanische Motorradrennfahrerin.

## Leben
Ana Carrascos Vater war Mechaniker in einem Motorradrennstall und nahm die Tochter häufig mit zur Arbeit. Mit drei Jahren saß Carrasco auf einem Kinderrad mit Motor. Mit 14 gewann sie erstmals ein Rennen der spanischen Meisterschaft der 125er-Klasse. In der Supersport-300-Weltmeisterschaft 2017 gewann Carrasco am 17. September 2017 das Rennen im Autódromo Internacional do Algarve und wurde somit zur ersten Frau, die in einem Weltmeisterschafts-Rennen den ersten Platz erreichte. Auf einer Kawasaki Ninja 400 gewann sie 2018 in der Supersport-300-Weltmeisterschaft den Titel. Damit gewann Carrasco als erste Frau einen Weltmeistertitel im Motorradrennsport.

## Statistik

### Erfolge
- 2018 – Supersport-300-Weltmeisterin auf Kawasaki

### In der Motorrad-Weltmeisterschaft
(Stand: Saisonende 2023)
| Saison | Klasse | Team            | Motorrad  | Rennen | Siege | Zweiter | Dritter | Poles | Punkte | Ergebnis |
| ------ | ------ | --------------- | --------- | ------ | ----- | ------- | ------- | ----- | ------ | -------- |
| 2013   | Moto3  | Team Calvo      | KTM       | 17     | –     | –       | –       | –     | 9      | 21.      |
| 2014   | Moto3  | RW Racing GP    | Kalex-KTM | 14     | –     | –       | –       | –     | –      | –        |
| 2015   | Moto3  | RBA Racing Team | KTM       | 15     | –     | –       | –       | –     | –      | –        |
| 2022   | Moto3  | Boe SKX         | KTM       | 20     | –     | –       | –       | –     | 0      | 32.      |
| 2023   | Moto3  | Boe SKX         | KTM       | 15     | –     | –       | –       | –     | 0      | 35.      |
| Gesamt | Gesamt | Gesamt          | Gesamt    | 81     | 0     | 0       | 0       | 0     | 9      |          |

### In der Supersport-300-Weltmeisterschaft
| Saison | Team                        | Motorrad | Rennen | Siege | Zweiter | Dritter | Poles | Schn. Runden | Punkte | Ergebnis      |
| ------ | --------------------------- | -------- | ------ | ----- | ------- | ------- | ----- | ------------ | ------ | ------------- |
| 2017   | ETG Racing                  | Kawasaki | 9      | 1     | –       | –       | –     | –            | 59     | 8.            |
| 2018   | DS Junior Team              | Kawasaki | 8      | 2     | –       | –       | 2     | 4            | 93     | Weltmeisterin |
| 2019   | Kawasaki Provec WorldSSP300 | Kawasaki | 9      | 2     | –       | 3       | 1     | 2            | 117    | 3.            |
| 2020   | Kawasaki Provec WorldSSP300 | Kawasaki | 8      | 1     | 2       | –       | –     | 4            | 99     | 8.            |
| 2021   | Kawasaki Provec WorldSSP300 | Kawasaki | 16     | 1     | –       | –       | –     | 2            | 52     | 16.           |
| Gesamt | Gesamt                      | Gesamt   | 50     | 7     | 2       | 3       | 3     | 12           | 420    |               |

### In der FIM-CEV-Moto2-Europameisterschaft
| Saison | Team            | Motorrad | Rennen | Siege | Zweiter | Dritter | Poles | Schn. Runden | Punkte | Ergebnis |
| ------ | --------------- | -------- | ------ | ----- | ------- | ------- | ----- | ------------ | ------ | -------- |
| 2016   | Griful          | MVR      | 7      | –     | –       | –       | –     | –            | 0      | 33.      |
| 2016   | Cruciani Racing | Suter    | 2      | –     | –       | –       | –     | –            | 0      | 33.      |
| Gesamt | Gesamt          | Gesamt   | 9      | 0     | 0       | 0       | 0     | 0            | 0      |          |